# Предраг Булатовић
Предраг Булатовић (Колашин, 16. јул 1956) је политичар из Црне Горе. Бивши  је   посланик у Скупштини Црне Горе. Члан је Предсједништва Демократске народне партије Црне Горе (ДНП) од оснивања странке 2015. године. Један је од оснивача политичке коалиције Демократски фронт (2012). Претходно је био члан и високи функционер Социјалистичке народне партије Црне Горе (СНП), коју је као страначки предсједник водио од 2001. до 2006. године. Током тог раздобља био је најутицајнији опозициони лидер у Црној Гори, а уједно и најзначајнији лидер блока унионистичких странака, које су се залагале за очување државног заједништва Црне Горе и Србије, првобитно у оквиру тадашње Савезне Републике Југославије (1992-2003), а потом у оквиру Државне заједнице Србије и Црне Горе (2003-2006). У више мандата обављао је функцију посланика у Скупштини Црне Горе.

## Биографија
Завршио је Машински факултет у Подгорици, а политичку каријеру је започео у Савезу комуниста Црне Горе, који се 1991. године трансформисао у Демократску партију социјалиста Црне Горе (ДПС). Када је 1997. године у тој странци дошло до великог политичког раскола између два крила која су предводили Момир Булатовић и Мило Ђукановић, знатан дио страначког руководства и чланства напустио је ДПС. Отцијепљено крило је 1998. године формирало нову странку под називом Социјалистичка народна партија Црне Горе (СНП), на челу са Момиром Булатовићем као предсједником и Предрагом Булатовићем као једним од тројице потпрједседника. На скупштинским изборима који су у Црној Гори одржани у мају 1998. године, Предраг Булатовић је изабран за посланика у Скупштини Црне Горе, на листи СНП.
Средином 2000. године, у вријеме доношења амандмана на Устав СРЈ, дошло је до првих политичких размимоилажења између двојице Булатовића, Момира и Предрага. Недуго потом, већ након савезних избора који су одржани у септембру исте године, у руководству СНП је наступио значајан политички заокрет у правцу напуштања дотадашње сарадње са Социјалистичком партијом Србије ради успостављања нове политичке коалиције са Демократском опозицијом Србије (ДОС). Пошто се није слагао са таквим усмјерењем, Момир Булатовић је у октобру исте године поднио оставку на функцију предсједника Владе СРЈ. Иако је Момир Булатовић формално задржао функцију предсједника СНП, стварно вођење страначких послова преузела су тројица потпредсједника: Предраг Булатовић, Зоран Жижић и Срђа Божовић. Такво стање је трајало до краја јануара 2001. године, када је Момир Булатовић поднио оставку и на функцију предсједника СНП, а недуго потом, на страначком конгресу који је одржан крајем фебруара исте године, за новог предсједника СНП изабран је Предраг Булатовић. Током страначког конгреса, дошло је до отворене подјеле међу делегатима. Мањински дио делегата, који је био незадовољан новим политичким усмерењем странке, напустио је СНП, придруживши се Момиру Булатовићу, чиме је учињен кључни корак ка стварању нове политичке организације, која је потом основана под именом Народна социјалистичка странка Црне Горе (НСС).
Као предсједник СНП, Предраг Булатовић је у раздобљу од 2001. до 2006. године промовисао идеју о трансформацији странке путем програмске и организационе модернизације, која би била изведена по моделу савремених европских странака лијевог центра. У том циљу, руководство СНП је на челу са Предрагом Булатовићем настојало да изгради нови политички идентитет странке, заснован на европским и грађанским вриједностима. Међутим, реализација таквог програмског усмјерења је била отежана усљед општих друштвених и политичких прилика, које су у Црној Гори биле оптерећене све израженијим политичким расправама и споровима по питању промјене државног статуса. Пошто се залагало за очување државног заједништва Црне Горе и Србије, руководство СНП се у то вријеме нашло пред великим политичким изазовима: на једној страни, Предраг Булатовић се као предсједник СНП залагао за европско и грађанско усмјерење, док је на другој страни - у политичкој реалности, странка дефактo живјела од српских гласова у Црној Гори.

### Однос према референдуму (2006)
Стратешки раскорак између политичких интереса страначког руководства и животних интереса страначке базе дошао је до пуног изражаја почетком 2006. године, у вријеме интензивирања политичких преговора о утврђивању услова за одржавање референдума о државном статусу Црне Горе. У склопу преговарачког процеса, који се одвијао уз посредовање Европске уније, руководство СНП је на челу са Предрагом Булатовићем учинило низ далекосежних уступака, а на исте уступке су пристала и руководства осталих унионистичких странака:
- напуштено је дотадашње залагање да се као услов за пуну легитимност референдумског исхода пропише апсолутна већина у односу на укупан број бирача, а прихваћен је приједлог ЕУ да се праг спусти на 55% гласова у односу на број оних који су гласали
- напуштено је дотадашње залагање да се одлука о државном статусу Црне Горе донесе по поступку који је био прописан чланом 119. Устава Црне Горе, а који је подразумевао и двотрећинску потврду референдумског исхода у Скупштини Црне Горе
- напуштено је дотадашње залагање да се држављанима Црне Горе са пребивалиштем у Србији такође призна право на учешће у референдумском процесу, чиме је преко 260.000 држављана Црне Горе онемогућено да гласа на референдуму
- напуштено је дотадашње залагање за принцип да предсједник Републичке референдумске комисије мора бити правник и прихваћен је приједлог Мирослава Лајчака да се на ту функцију изабере лингвиста Франтишек Липка, чије је име постало синоним за референдумску крађу

Кључну улогу у прихватању ових уступака одиграло је тадашње руководство СНП, на челу са Предрагом Булатовићем. Уступци су званично прихваћени на историјској сједници Главног одбора СНП, која је одржана 25. фебруара 2006. године, уз образложење да се прихватањем приједлога ЕУ потврђују дугорочна европска и грађанска опредјељења СНП. Сви посланици СНП су 1. марта, на челу са Предрагом Булатовићем, гласали за усвајање Закона о референдуму, а потом су 15. марта гласали и за избор Франтишека Липке на функцију предсједника РРК.
Посљедице таквих одлука постале су очигледне непосредно након одржавања самог референдума, који је спроведен 21. маја. У току спровођења референдумског процеса, дошло је до бројних неправилности, усљед којих је легитимност званично саопштених резултата била доведена у питање. Према резултатима које је након сумарног одбијања свих приговора опозиције озваничио Франтишек Липка, употребивши своје право "златног гласа", од укупно 484,718 грађана са правом гласа на референдум је изашло 419,236 (86.49%), а у прилог независности се изјаснило 230,711 грађана, што је представљало 47,5% у односу на укупно бирачко тијело, односно 55,5% у односу на број гласалих.
Званични резултати референдума дјеловали су поразно на руководства свих унионистичких странака, пошто се показало да је изгласавање независности, упркос непостојању апсолуте већине, на крају било омогућено управо захваљујући њиховом ранијем пристајању на приједлоге Европске уније. Напуштањем основног демократског принципа, по коме се кључне референдумске одлуке од државног и историјског значаја доносе већином гласова у односу на укупан број бирача, руководство СНП је заједно са руководствима других унионистичких странака омогућило владајућој ДПС и другим сепаратистичким странкама да програм државне независности остваре без подршке апсолуте већине бирачког тијела Црне Горе. Полазећи од претходно задате ријечи, руководство СНП је на челу са Предрагом Булатовићем најавило да ће страначким органима понудити изјашњавање о повјерењу и одговорности, али од тога се убрзо одустало. Од кључног значаја за укупно држање СНП након референдума био је сусрет страначког врха са Хавијером Соланом, тадашњим високим приједставником ЕУ за спољну политику и безбједност. Након тог сусрета, који је одржан 2. јуна, Предраг Булатовић је затражио од СНП да у име европске будућности прихвати став ЕУ о исходу референдума, изјавивши на сједници Главног одбора СНП, која је одржана 3. јуна 2006. године, на дан проглашења независности Црне Горе, да би неприхватањем европског пута у питање био доведен и сам опстанак СНП.

### Дјелатност након 2006. године
Иако је референдумски пораз оставио тешке посљедице по СНП, страначко руководство је на челу са Предрагом Булатовићем настојало да у наредном периоду одржи статус СНП као водеће опозиционе странке, која се чврсто опредијелила за европске и грађанске вриједности. Предраг Булатовић је стога одбио приједлог да се СНП укључи у стварање шире коалиције српских странака под називом Српска листа, одлучивши се за стварање посебне коалиције са НС и ДСС. Та коалиција је на скупштинским изборима одржаним у септембру 2006. године освојила 47.683 гласова (14,07%) и 11 мандата, што је био значајан пад у односу на претходне изборе. Усљед лошег изборног резултата, СНП је изгубила статус водеће опозиционе странке, пошто је коалиција на челу са СНП освојила мање гласова и мандата од Српске листе. Тек након тог пораза, Предраг Булатовић је одлучио да преузме одговорност и поднесе оставку на функцију предсједника СНП, а за његовог насљедника изабран је Срђан Милић.
Иако је након повлачења са функције предсједника СНП остао у ужем врху странке, Предраг Булатовић се није увијек слагао са политичким одлукама новог страначког руководства. Уочи скупштинских избора који су у Црној Гори одржани 2012. године, Булатовић је насупрот ставовима већег дијела страначког руководства почео да заступа идеју о укључивању СНП у ширу коалицију под називом Демократски фронт. Када се руководство СНП одлучило на самостални наступ на изборима, део страначких функционера под вођством Предрага Булатовића и Милана Кнежевића се одлучио на самостално укључивање у ДФ, што је довело до њиховог искључења из СНП.
Булатовићева и Кнежевићева група се 2015. године и формално организовала као нова Демократска народна партија Црне Горе. У новој странци, Предраг Булатовић је од оснивања обављао дужност члана Предсједништва ДНП. На скупштинских избора који су у Црној Гори одржани 2016. године, Демократска народна партија Црне Горе је наступила у оквиру коалиције Демократски фронт, а Предраг Булатовић је поново изабран за народног посланика.